# Palau El Badi

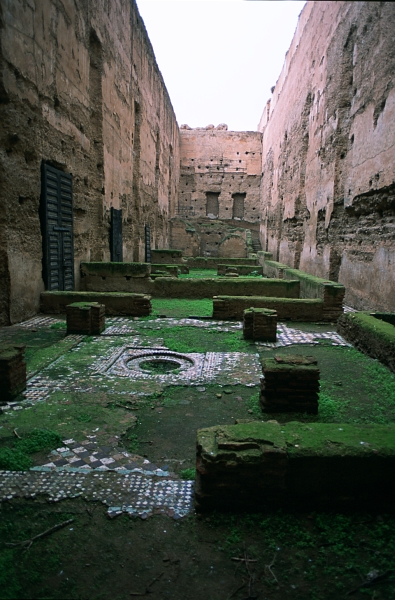
Restes del palau

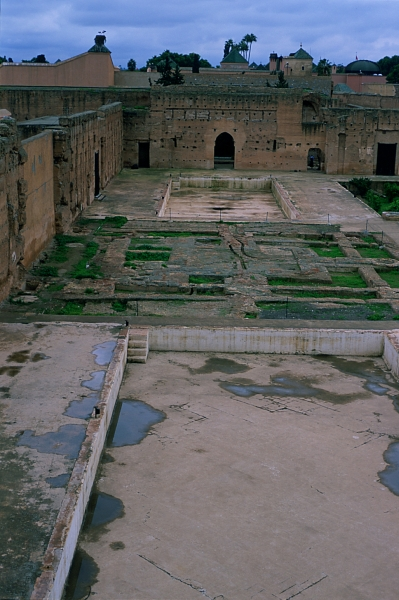
Restes del palau

El Palau El Badi (àrab: قصر البديع, Qaṣr al-Badīʿ) de Marràqueix fou edificat a finals del segle xvi pel soldà sadita Ahmad al-Mansur per celebrar la victòria sobre l'exèrcit portuguès el 1578 en la batalla coneguda amb el nom de la Batalla dels Tres Reis. Segons els cronistes de l'època, era la meravella del món musulmà.
La construcció d'aquest fastuós palau va durar del 1578 al 1603 i s'hi varen utilitzar els materials més rics per a decorar les 360 habitacions del complex principesc.
Avui, no queda més que una immensa esplanada cavada de jardins, plantada amb tarongers i envoltada d'alts murs. En efecte, el 1696, el soldà alauita Mulay Ismail va prendre les seves riqueses per construir la ciutat imperial de Meknès.
Els plànols d'aquesta joia de l'art islàmic van estar influenciats pels de l'Alhambra de Granada.